# Кемпер, Петер
Питер Андреас (Петер) Кемпер (нидерл. Pieter Andreas "Peter" Kemper; 13 октября 1942, Гаага — 25 марта 2020, Эйндховен, Северный Брабант) — нидерландский футболист, бо́льшую часть своей карьеры выступавший за ПСВ из Эйндховена.

## Клубная карьера
Свой первый профессиональный контракт Петер Кемпер подписал в 1961 году с ПСВ. Всего за клуб из Эйндховена в течение 14 сезонов футболист провёл свыше 200 матчей в национальной лиге и более 20 — в еврокубках. В составе красно-белых Кемпер дважды — в 1963 и 1975 годах — становился чемпионом Нидерландов. Свою футбольную карьеру завершил в «Хелмонд Спорт», выступавшем во втором по силе футбольном дивизионе страны.

## Карьера в сборной
За сборную Нидерландов Кемпер провёл три игры. Дебютным в майке национальной команды для него стал матч отборочного турнира к чемпионату мира 1966 против Албании, состоявшийся в октябре 1964 года.
| Матчи и голы Петера Кемпера за сборную Нидерландов | Матчи и голы Петера Кемпера за сборную Нидерландов | Матчи и голы Петера Кемпера за сборную Нидерландов | Матчи и голы Петера Кемпера за сборную Нидерландов | Матчи и голы Петера Кемпера за сборную Нидерландов | Матчи и голы Петера Кемпера за сборную Нидерландов |
| -------------------------------------------------- | -------------------------------------------------- | -------------------------------------------------- | -------------------------------------------------- | -------------------------------------------------- | -------------------------------------------------- |
| №                                                  | Дата                                               | Соперник                                           | Счёт                                               | Голы                                               | Соревнование                                       |
| 1                                                  | 25 октября 1964                                    | Албания                                            | 2:0                                                | —                                                  | Квалификация к ЧМ-1966                             |
| 2                                                  | 5 апреля 1967                                      | ГДР                                                | 3:4                                                | —                                                  | Квалификация к Евро-1968                           |
| 3                                                  | 16 апреля 1967                                     | Бельгия                                            | 0:1                                                | —                                                  | Товарищеский матч                                  |

## Личная жизнь
После завершения игровой карьеры Кемпер работал школьным учителем физкультуры, а также на протяжении 33 лет являлся членом дисциплинарного комитета Королевского футбольного союза Нидерландов.
В 1990 году во время велосипедной прогулки Питер Кемпер перенёс сердечный приступ, однако врачи сумели спасти его жизнь. 25 марта 2020 года в результате сердечной недостаточности бывший футболист скончался.

## Достижения
ПСВ
- Чемпион Нидерландов: (2) 1962/63, 1974/75
- Обладатель Кубка Нидерландов: 1973/74